# Francis Grant

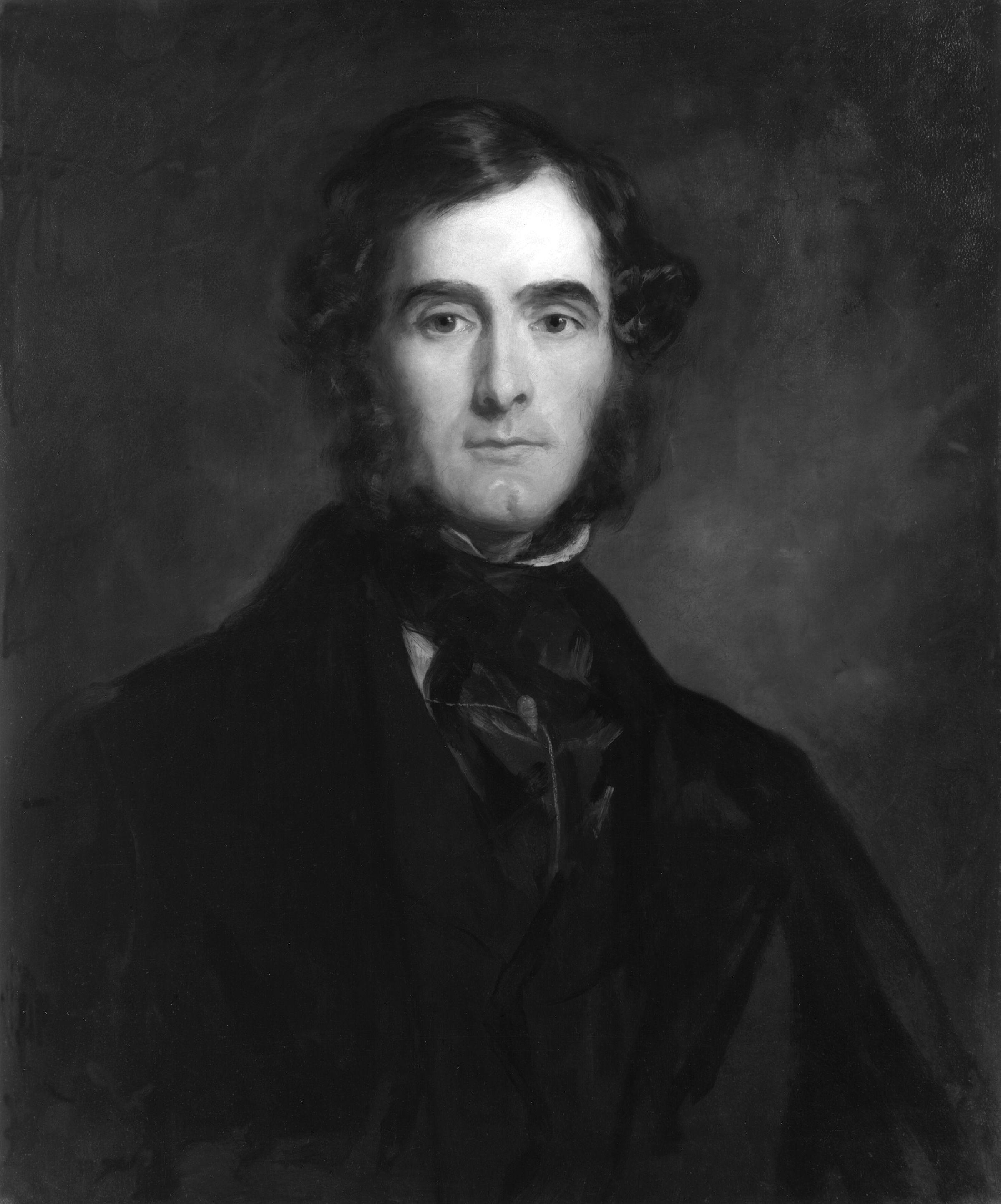
Selbstporträt von 1845

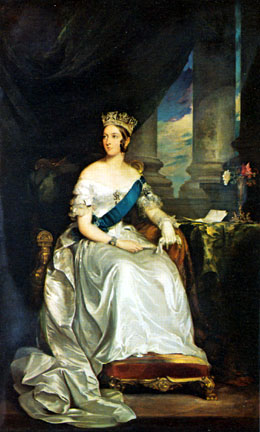
Porträt von Queen Victoria, 1843

Sir Francis Grant (* 18. Januar 1803 in Kilgraston, Schottland; † 5. Oktober 1878 in Melton Mowbray, England) war ein schottischer Maler des viktorianischen Neoklassizismus.

## Leben
Grant entstammt einer schottischen Gentry-Familie. Er war Sohn von Francis Grant, Laird of Kilgraston. Sein Bruder war General Hope Grant. Seine Schulbildung erhielt er in Harrow. Nach anfänglichem Studium der Rechtswissenschaften wandte er sich der Malerei zu. Er malte anfangs insbesondere Jagdszenen. 1834 stellte er erstmals an der Royal Academy aus und entwickelte sich in den Folgejahren zu einem Porträtmaler der höheren Kreise. Zu den Porträtierten zählten u. a. Queen Victoria mit Gemahl, der Prince of Wales, Lord Clyde, Lord Palmerston und Benjamin Disraeli. Bekannt sind aber auch die Porträts seines Bruders Hope Grant und seiner Tochter Daisy Grant. Von 1866 bis zu seinem Tod war er Präsident der Royal Academy of Arts.

## Einzelbelege
1. ↑  Henry Knollys: Life of general Sir Hope Grant. 2 Bände. W. Blackwood & Sons, Edinburgh u. a. 1894.
2. ↑  Christies: Porträt von Daisy Grant, abgerufen am 11. November 2016.